# Barleria maclaudii
Barleria maclaudii är en akantusväxtart som beskrevs av Raymond Benoist. Barleria maclaudii ingår i släktet Barleria och familjen akantusväxter. Inga underarter finns listade i Catalogue of Life.